# Lonchophylla
Genre
Lonchophylla est un genre de chauves-souris.

## Liste des espèces
- Lonchophylla bokermanni Sazima, Vizotto and Taddei, 1978
- Lonchophylla dekeyseri Taddei et al, 1983
- Lonchophylla handleyi Hill, 1980
- Lonchophylla hesperia G. M. Allen, 1908
- Lonchophylla mordax Thomas, 1903
- Lonchophylla robusta Miller, 1912
- Lonchophylla thomasi J. A. Allen, 1904